# Shigeru Sugiura
Shigeru Sugiura (杉浦 茂?, Sugiura Shigeru; Tokyo, 3 aprile 1908 – 23 aprile 2000) è stato un fumettista giapponese.

## Biografia
Dopo aver inizialmente studiato pittura, Sugiura diviene assistente del fumettista  Suihō Tagawa (田河 水泡?) .  Dal 1933 comincia a produrre opere personali   per diventare  celebre nel secondo dopoguerra con una serie di manga comici per bambini basati su storie come quelle di Sasuke Sarutobi, Jiraiya , Viaggio in occidente, l'adattamento del 1953 de "L'ultimo dei Mohicani" di James Fenimore Cooper ha venduto oltre 60 000 copie, confermandolo rapidamente come uno dei più ricercati artisti di manga per bambini degli anni '50. Sugiura si  interessa da vicino alla cultura popolare, per questo le sue opere sono influenzate dal contemporaneo: da Godzilla, al   wrestling professionistico al cinema di fantascienza e al fumetto americano  ,giocando non solo con le iconografie del contemporaneo, ma anche con le sue opere, che ha ridisegnato e ripubblicato. La filosofia alla base dei suoi manga  "è (quella) dello Yukai (愉快? piacere, gioia , felicità), perseguendo la strada il più lontano possibile dalla serietà.....La prassi dello yukai è essenzialmente il corpo in movimento libero, i personaggi di Sugiura sono cosi definiti da movimenti volutamente esagerati e sfrenati."  Il risultato è così uno stile visivo spesso surreale e assurdo . Disegnatore artigiano, Sugiura non riesce a tenere il passo con la produzione di massa del manga, che alla fine degli  anni '50  passa alla pubblicazione nei settimanali , così la sua produzione diventa  sempre più surreale, se non d'avanguardia, indirizzato a un pubblico più maturo. Ha goduto di un secondo boom di popolarità dagli anni '70 in poi.

## Influenza
Sugiura ha influenzato molti artisti in molteplici di campi, tra cui l'artista del manga gag Fujio Akatsuka . I fan entusiasti includono figure come il romanziere Yasutaka Tsutsui e il musicista Haruomi Hosono .   Hayao Miyazaki  ha realizzato uno spot televisivo ispirato al suo lavoro. Ha molto influenzato l'opera del fumettista e illustratore Hideyasu Moto .

## Opere

### Pubblicate in Giappone
- Appuru Jamu-kun (ア ッ プ ル ジ ャ ム 君?)
- Bōken Ben-chan (冒 険 ベ ン ち ゃ ん?)
- Doron Chibimaru  (ド ロ ン ち び 丸?)
- Enban Z (円 盤 Z?)
- Gojira (ゴ ジ ラ?)
- Misutā Robotto (ミ ス タ ー ロ ボ ット?)
- Sarutobi Sasuke (猿 飛 佐 助?)
- Shōnen Jiraiya  (少年 児 雷 也?)
- Shōnen saiyūki (少年 西遊記?)
- Sugiura Shigeru: Jiden to kaisō  (杉浦茂ー自伝と回想?), Chikuma Shobo (筑摩書房 ?), 2002, ISBN 978-4480885180.

### Pubblicate in altre lingue
- (EN) Ryan Holmberg (a cura di), Last of the Mohicans, Picture Box Inc, 26 settembre 2013, ISBN 978-0985159566.
- (FR) Doron Chibimaru : Le petit ninja, Editions IMHO, 16 aprile 2007, ISBN 978-2915517309.

## Antologie

### Pubblicate in Giappone
- Sugiura shigeru kessaku senshū kaisei gaigā yaoyadanuki tankōbon  ( 杉浦茂傑作選集 怪星ガイガー・八百八狸 単行本?), Seirin Kōgeisha, 2006, ISBN 978-4883792283.
- Sugiura Shigeru mangakan (杉 浦 茂 マ ン ガ 館?), Chikuma Shobo (筑摩書房 ?), 1993, ISBN 978-4480701404.
- Sugiura shigeru no chotto Tarinai meisaku gekijō  (杉浦茂のちょっとタリない名作劇場?), Chikuma Shobo (筑摩書房 ?), 1993, ISBN 978-4480872272.